# Jessica Stam
Jessica Stam (23 de abril de 1986 em Kincardine) é uma modelo canadense.
Jessica Stam foi descoberta enquanto voltava de um parque temático na cidade de Barrie, pela agente Michèle Miller.
Em maio de 2007 apareceu na capa da Vogue Americana com Hilary Rhoda, Sasha Pivovarova, Agyness Deyn, Coco Rocha, Doutzen Kroes, Chanel Iman, Lily Donaldson, Raquel Zimmermann e Caroline Trentini sendo citadas como a nova geração de supermodelos.
Segundo a revista Forbes, Jessica Stam foi, em 2006, a 14ª modelo mais bem paga do mundo, com ganhos estimados em 1,5 milhões de dólares.